# Apollo Global Management
Apollo Global Management LLC är ett amerikanskt riskkapitalbolag som förvaltade ett kapital på omkring 455,5 miljarder amerikanska dollar för den 31 december 2020.
Bolaget grundades 1990 av Arthur Bilger, Leon Black, Craig Cogut, Michael Gross, John Hannan, Josh Harris, John Kissick, Tony Ressler och Marc Rowan. Alla var tidigare anställda hos investmentjätten Drexel Burnham Lambert, Inc. som gick i tvångskonkurs i februari samma år, efter det framkom några år tidigare att de höll på med illegala affärsmetoder rörande skräpobligationer.
De har sitt huvudkontor i Solow Building på Manhattan i New York, New York.